# Wulfhun
Wulfhun († zwischen 940 und 944) war Bischof von Selsey. Er wurde zwischen 929 und 931 geweiht und trat sein Amt im gleichen Zeitraum an. Er starb zwischen 940 und 944.